# Facundo Rodríguez (calciatore 1995)
Facundo Rodríguez Calleriza (Montevideo, 20 agosto 1995) è un calciatore uruguaiano, attaccante del Boston River.

## Carriera

### Club

#### Peñarol
Rodríguez ha cominciato la carriera con la maglia del Peñarol. Ha esordito in Primera División in data 14 febbraio 2015, venendo schierato titolare nella sfida contro il Cerro, vinta a tavolino dalla sua squadra col punteggio di 0-3, a causa delle cattive condizioni del terreno da gioco che hanno costretto l'arbitro a sospendere il match all'81º minuto. Ha disputato 6 partite di campionato, nel corso di quella stagione.

#### Sud América
Per il campionato 2015-2016, Rodríguez è passato al Sud América con la formula del prestito. Il 29 agosto 2015 ha così giocato la prima partita in squadra, subentrando a Nicolás Royón nella sconfitta per 2-0 arrivata sul campo del River Plate Montevideo. Il 7 febbraio 2016 ha trovato la prima rete nella massima divisione uruguaiana, nel successo interno per 2-0 sul Defensor. È poi tornato al Peñarol per fine prestito, alla fine dell'annata.

#### Boston River
Rodríguez ha poi giocato per il Boston River, sempre con la formula del prestito. Ha debuttato con questa maglia il 31 agosto 2016, schierato titolare nel pareggio per 1-1 contro il Defensor. Il 12 febbraio 2017 ha trovato il primo gol in squadra, nel 2-0 inflitto al River Plate Montevideo. Il 2 giugno 2017 ha avuto l'opportunità di giocare la prima partita nelle competizioni sudamericane per club, venendo schierato titolare nel pareggio per 1-1 in casa dei Comerciantes Unidos, sfida valida per la Coppa Sudamericana.

#### Sandefjord
Il 3 agosto 2017, i norvegesi del Sandefjord hanno reso noto l'ingaggio di Rodríguez con la formula del prestito, fino al termine della stagione. Ha esordito in Eliteserien in data 6 agosto, subentrando a Flamur Kastrati e segnando una rete nella vittoria per 1-3 maturata sul campo dello Stabæk. Ha chiuso questa porzione di stagione in squadra con 7 presenze e 2 reti.

#### Chacarita Juniors
L'11 gennaio 2018, Rodríguez si è trasferito ufficialmente agli argentini del Chacarita Juniors, a cui si è legato con un contratto semestrale con opzione per la stagione seguente.

## Statistiche

### Presenze e reti nei club
Statistiche aggiornate al 12 gennaio 2018.
| Stagione            | Club                | Campionato          | Campionato | Campionato | Coppe nazionali | Coppe nazionali | Coppe nazionali | Coppe continentali | Coppe continentali | Coppe continentali | Supercoppe | Supercoppe | Supercoppe | Totale | Totale |
| Stagione            | Club                | Comp                | Pres       | Reti       | Comp            | Pres            | Reti            | Comp               | Pres               | Reti               | Comp       | Pres       | Reti       | Pres   | Reti   |
| ------------------- | ------------------- | ------------------- | ---------- | ---------- | --------------- | --------------- | --------------- | ------------------ | ------------------ | ------------------ | ---------- | ---------- | ---------- | ------ | ------ |
| 2014-2015           | Peñarol             | PD                  | 6          | 0          | -               | -               | -               | -                  | -                  | -                  | -          | -          | -          | 6      | 0      |
| 2015-2016           | Sud América         | PD                  | 18         | 4          | -               | -               | -               | -                  | -                  | -                  | -          | -          | -          | 18     | 4      |
| 2016                | Boston River        | PD                  | 4          | 0          | -               | -               | -               | -                  | -                  | -                  | -          | -          | -          | 4      | 0      |
| gen.-lug. 2017      | Boston River        | PD                  | 15         | 8          | -               | -               | -               | CS                 | 1                  | 0                  | -          | -          | -          | 16     | 8      |
| Totale Boston River | Totale Boston River | Totale Boston River | 19         | 8          |                 | -               | -               |                    | 1                  | 0                  |            | -          | -          | 20     | 8      |
| ago.-dic. 2017      | Sandefjord          | ES                  | 7          | 2          | CN              | -               | -               | -                  | -                  | -                  | -          | -          | -          | 7      | 2      |
| gen.-giu. 2018      | Chacarita Jrs.      | PD                  | 0          | 0          | CA              | 0               | 0               | -                  | -                  | -                  | -          | -          | -          | 0      | 0      |
| Totale              | Totale              | Totale              | 50         | 14         |                 | -               | -               |                    | 1                  | 0                  |            | -          | -          | 51     | 14     |